# St. Ulrich (Pfaffenhausen)

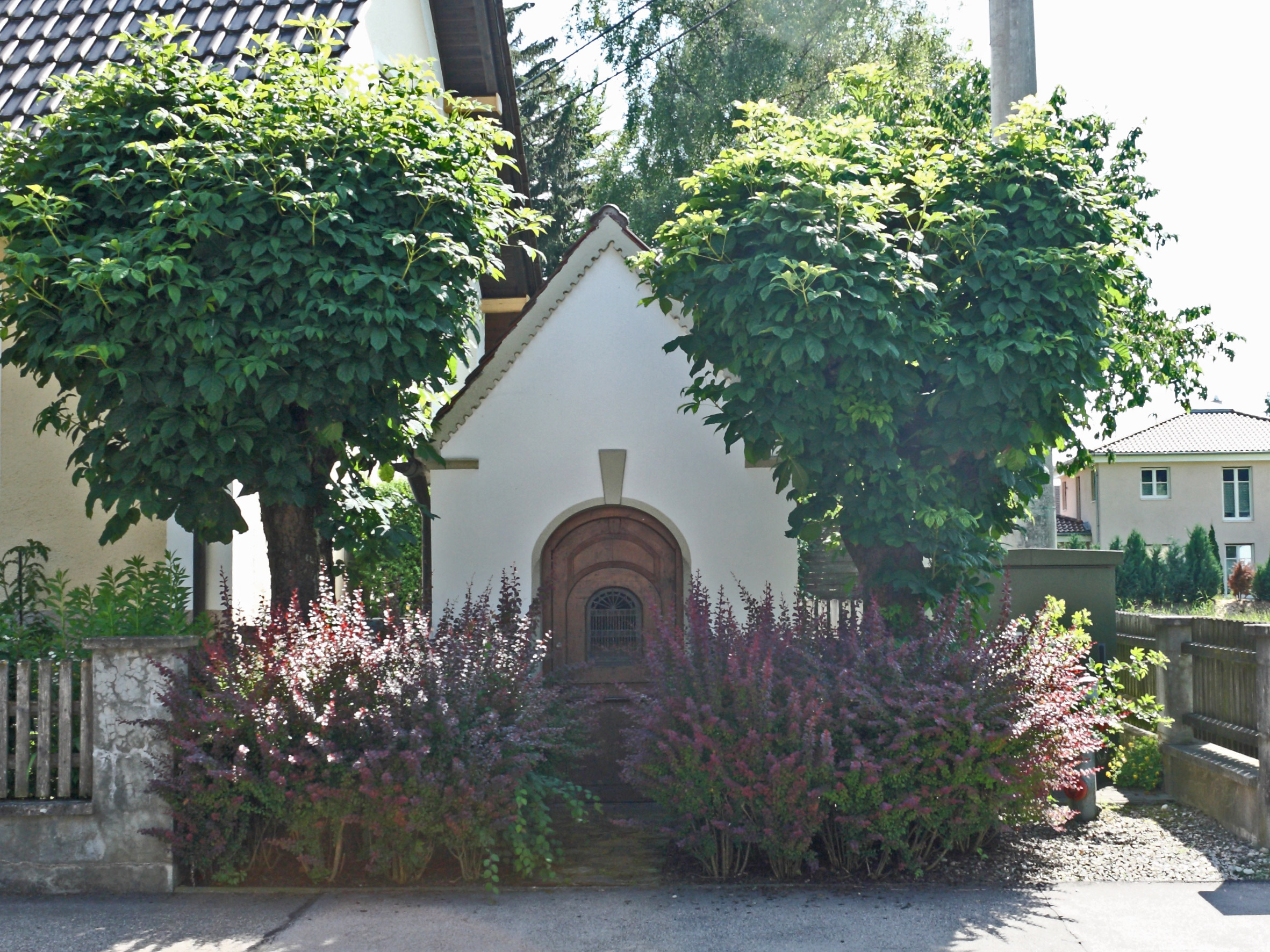
Kapelle St. Ulrich in Pfaffenhausen

St. Ulrich ist eine unter Denkmalschutz stehende, römisch-katholische Kapelle im oberschwäbischen Pfaffenhausen. Die im Nordteil des Ortes an der Straße zur Sägemühle gelegene Kapelle ist ein kleiner, tonnengewölbter Rechteckbau, der etwa in der Mitte des 19. Jahrhunderts errichtet wurde. Er besitzt ein Zahnschnittfries an den Giebelschrägen und ein profiliertes Traufgesims. Die schlichte spätklassizistische Korbbogentür besitzt ein Ziergitter in der Öffnung. Innen befand sich früher eine gotische Ulrichsfigur an der Stirnwandnische.